# Stemloze palatale fricatief
De stemloze palatale fricatief is een medeklinker die in het Internationaal Fonetisch Alfabet aangeduid wordt met [ç], en in X-SAMPA met C. Het IPA-symbool voor de klank is een c-cedille, die onder andere gebruikt wordt in Franse woorden als façade. De klank die in de Franse taal wordt weergegeven met ç is echter geen stemloze palatale fricatief, maar een stemloze alveolaire fricatief. 
Slechts 5% van de wereldtalen kent de stemloze palatale fricatief. Het Nederlands kent de klank wel. Een voorbeeld is de ch in licht, zoals het onder andere wordt uitgesproken in Vlaanderen. 
In Nederland staat de klank ook bekend als de (stemloze) zachte g, zoals die wordt gesproken in Limburg, Noord-Brabant en Zuid-Gelderland.

## Kenmerken
- De manier van articulatie is fricatief, wat wil zeggen dat de klank geproduceerd wordt door hinder die de luchtstroom ondervindt op de plaats van articulatie, waardoor turbulentie ontstaat.
- Het articulatiepunt is palataal, wat inhoudt dat de klank wordt gevormd met het midden of de achterkant van de tong tegen het harde verhemelte.
- Het type articulatie is stemloos, wat wil zeggen dat de stembanden niet meetrillen bij het articuleren van de klank.
- Het is een orale medeklinker, wat wil zeggen dat de lucht door de mond naar buiten stroomt.
- Het is een centrale medeklinker, wat wil zeggen dat de lucht over het midden van de tong stroomt, in plaats van langs de zijkanten.
- Het luchtstroommechanisme is pulmonisch-egressief, wat wil zeggen dat lucht uit de longen gestuwd wordt, in plaats van uit de glottis of de mond.

Deze pagina bevat fonetische informatie in het IPA, die in sommige browsers mogelijk niet correct wordt weergegeven.
Waar symbolen in paren voorkomen, vertegenwoordigt het rechter teken een stemhebbende medeklinker. Gearceerde gebieden bevatten medeklinkers die worden beschouwd als onuitspreekbaar.
Zie ook: IPA, Klinkers